# 古川奈穂
古川 奈穂（ふるかわ なほ、2000年9月13日 - ）は、日本中央競馬会（JRA）所属の騎手。矢作芳人厩舎（栗東トレーニングセンター）所属。マネジメントは、山崎隆士（株式会社ザッキーファーム）。なお、デビュー時にはJRAに既に古川姓の騎手（古川吉洋）がいるため、「古川奈」「古川（奈）」と表記されることがある。

## 来歴・人物
東京都千代田区、医師の家庭に生まれる。小学6年生のときにゴールドシップが勝った2012年の有馬記念をテレビで見たのが競馬との出会いだった。中学では陸上競技部に所属。中高一貫の進学校である広尾学園中学校を卒業後に広尾学園高校へと進学するが、藤田菜七子の活躍する姿を見て競馬学校受験を決意した。高校を中退し2017年に競馬学校騎手課程36期生として入学。当時は乗馬経験がほとんどなかった。在学中に左肩を負傷し手術を受けて留年を経験しているため、永島たち37期生と同年の卒業となった。
同期には、小沢大仁、永野猛蔵、角田大和、永島まなみ、松本大輝、横山琉人、西谷凜がいる。
実習期間中から栗東トレーニングセンター・矢作芳人厩舎に所属。
2021年に騎手免許を取得。エージェントは同じ矢作厩舎所属の兄弟子の坂井瑠星と同じ、専門紙『優馬』（中光印刷株式会社）の栗東担当TMである細川貴之が務める。
目標騎手として、武豊と坂井瑠星を挙げている。

### 2021年
2月9日、JRA騎手免許試験に合格。永島まなみとともに藤田菜七子以来5年ぶりのJRA所属女性騎手としてデビュー。
デビュー前の3月3日、スポーツビズとマネジメント契約を締結した。
3月6日の阪神競馬第1Rでデビュー。6番人気のラントに騎乗して10着だった。なお、このレースでは同じくデビュー戦となった小沢大仁騎手が勝利している。また、古川はこのレースでJRA史上初めて女性見習騎手の減量規定による★4kg減（50勝未満の女性騎手が対象）での出走となった。
3月13日の阪神競馬第6Rでバスラットレオンに騎乗して初勝利を挙げた。史上初の★4kg減での勝利となった。開催3日目での初勝利は女性騎手としては牧原由貴子の6日目を抜く最速、デビュー12戦目での初勝利は西原玲奈の9戦目に続く女性騎手2位タイ。
3月27日には中京競馬第6Rをモズピンポンで勝利。古川は21日にも勝利を挙げており、初勝利から3週連続での勝利は女性騎手として史上初めて。また、翌28日にも中京競馬第7Rをセイモンストルで2日連続の勝利。新人女性騎手が土日に2日連続で勝利したのも史上初めてのことであった。
4月3日の阪神第3Rをハイモビリティで勝利。デビュー後初勝利から4週連続で勝利を挙げたのは、福永祐一に並ぶ歴代2位タイ記録である。
4月10日に参戦した新潟競馬には藤田菜七子と永島まなみも騎乗しており、3R・4R・9Rで女性騎手3人の同一レース騎乗が実現した。これは1998年9月13日中山第2Rの牧原由貴子・田村真来・板倉真由子の3人以来、23年ぶりの出来事となった。
4月17日、新潟第7Rをクラウンデザイアーで勝利。2着に藤田のキムケンドリーム、3着に永島のモノポリーアイズが入り、JRA史上初の女性騎手によるワンツースリーとなった。
4月28日、前週のレース後に左肩に違和感があったことから治療のために無期限で休養に入ることが発表された。5月11日に手術を受けて成功、復帰に向けてリハビリを開始する。
10月9日の阪神第2Rで5ヶ月ぶりに復帰。カフジペンタゴンに騎乗したが、スタート直後に隣の馬が落馬した影響を受けて古川も落馬した。大きな怪我はなくその後の第8Rにも騎乗している。

### 2022年
10月16日、新潟競馬9Rの粟島特別にてグランスラムアスクに騎乗、見習騎手の減量特典が伴わない特別競走にて初勝利を挙げた。なお、この日は3Rで今村聖奈、7Rで永島まなみがそれぞれ1着（しかも決め手が同じ逃げ切り）となり、JRA所属の女性騎手が3人以上1着を挙げる史上初のケースとなった。

### 2023年
4月23日、JRA史上初めて5人の女性騎手がレースに騎乗した福島7R・3歳未勝利戦でアイヲツグモノに騎乗し1着となる。
5月3日、騎手控室でのスマートフォンの使用により、5月13日から6月11日まで30日間の騎乗停止となった。5月15日から3週間、大井競馬の吉井章と入れ替わりで大井競馬場に滞在し、調教に騎乗した。6月18日、函館7Rでバレストラに騎乗して復帰後初勝利を挙げた。

### 2024年
4月13日、史上最多JRA女性騎手6人同時騎乗となる福島2Rでランドエースに騎乗したが結果は11着。
6月15日、函館8Rで騎乗したサイモンオリーブがゲート内で暴れてくぐった際に顔面を負傷したが、診断の結果、鼻と両頬を骨折したことが判明した。
4度目の出場となるヤングジョッキーズシリーズでは、10月9日（笠松）及び29日（金沢）で行われたトライアルラウンドで合計62ポイントを獲得、JRA西日本地区で4位となり、初のファイナルラウンド進出を決めた。
11月4日、佐賀競馬場で行われたJBCスプリントにてバスラットレオンに騎乗し、GI級競走初出走を果たすが8着に終わる。

## 騎乗成績

### 概要
|                  | 日付          | 競馬場・開催   | 競走名             | 馬名               | 頭数 | 人気 | 着順 |
| ---------------- | ------------- | -------------- | ------------------ | ------------------ | ---- | ---- | ---- |
| 初出走           | 2021年3月6日  | 1回阪神7日1R   | 3歳未勝利          | ラント             | 11頭 | 6    | 10着 |
| 初勝利           | 2021年3月13日 | 1回阪神9日6R   | 3歳1勝クラス       | バスラットレオン   | 10頭 | 1    | 1着  |
| 重賞初騎乗       | 2023年7月30日 | 1回札幌4日11R  | クイーンステークス | グランスラムアスク | 14頭 | 12   | 14着 |
| GI（JpnI）初騎乗 | 2024年11月4日 | 14回佐賀3日10R | JBCスプリント      | バスラットレオン   | 12頭 | ８   | 8着  |

### 年度別成績

#### 中央競馬
| 年度   | 1着 | 2着 | 3着 | 騎乗数 | 勝率 | 連対率 | 複勝率 | 表彰 |
| ------ | --- | --- | --- | ------ | ---- | ------ | ------ | ---- |
| 2021年 | 7   | 10  | 4   | 123    | .057 | .138   | .171   |      |
| 2022年 | 10  | 17  | 12  | 202    | .050 | .134   | .193   |      |
| 2023年 | 25  | 24  | 9   | 314    | .080 | .156   | .185   |      |
| 中央   | 42  | 51  | 25  | 639    | .066 | .146   | .185   |      |

出典: JRA日本中央競馬会 騎手名鑑の過去成績より

#### 地方競馬
| 年度   | 1着 | 2着 | 3着 | 騎乗数 | 勝率 | 連対率 | 複勝率 | 表彰 |
| ------ | --- | --- | --- | ------ | ---- | ------ | ------ | ---- |
| 2021年 | 0   | 0   | 0   | 0      | .000 | .000   | .000   |      |
| 2022年 | 1   | 1   | 0   | 5      | .200 | .400   | .400   |      |
| 2023年 | 2   | 1   | 2   | 12     | .167 | .250   | .417   |      |
| 地方   | 3   | 2   | 2   | 17     | .176 | .294   | .411   |      |

出典: 地方競馬全国協会　データ情報より

## エピソード
- 母の影響で福山雅治の大ファン。ファンクラブにも入会している[6]。福山は自身のラジオ番組『福山雅治 福のラジオ』（2021年3月6日放送、TOKYO FM）で、古川が福山ファンであることを報じた『スポーツ報知』の記事を放送作家から紹介され、「うれしい」「馬券なんて買ったことないけど買いますよ」と反応し、「古川奈穂騎手、頑張ってください」とエールを送っている[36]。
- 歴女で、特に新選組が好き。研修中に京都で新選組の史跡巡りに行ったこともある[37]。
- （2019年に）引退直前のGI4勝馬リスグラシューや、2021年11月のジャパンカップ時の調教において、前年の三冠馬コントレイルに跨ったことがある[38]。